# Самаррська культура

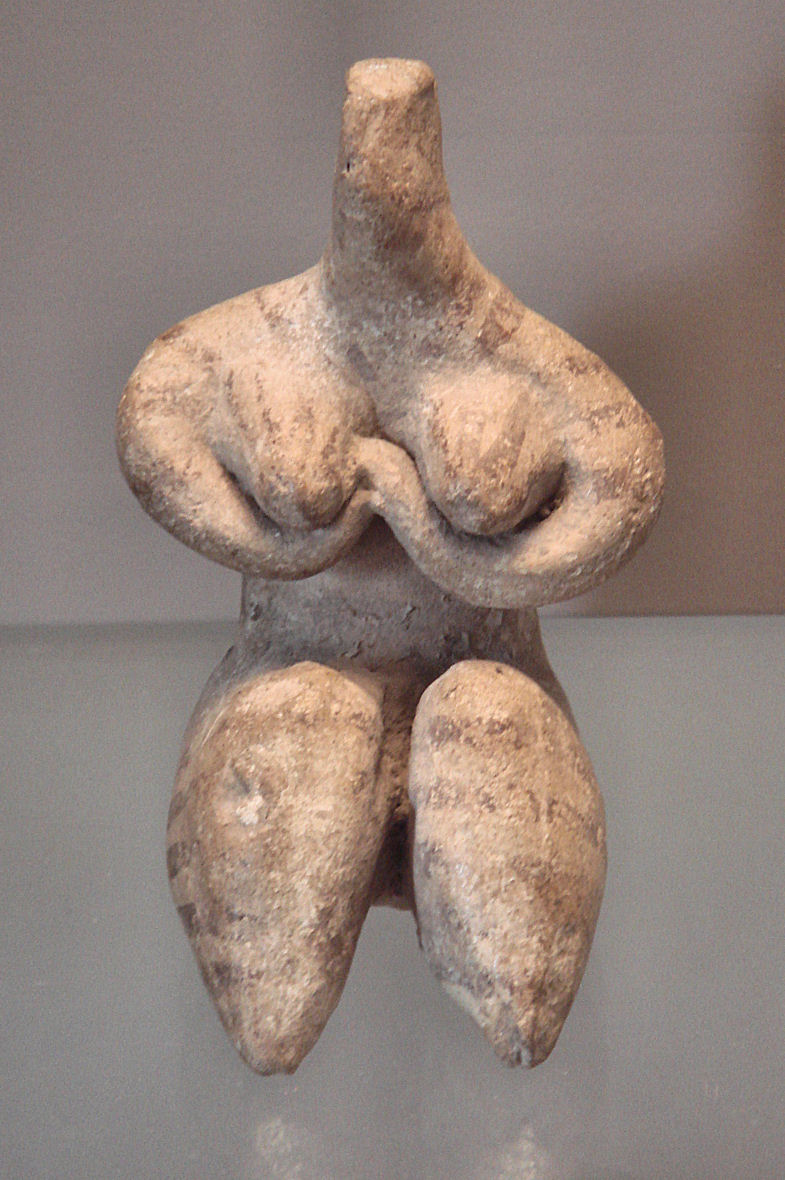
Жіноча статуетка, Самарра, 6000 до н. е.

Стародавнє Межиріччя

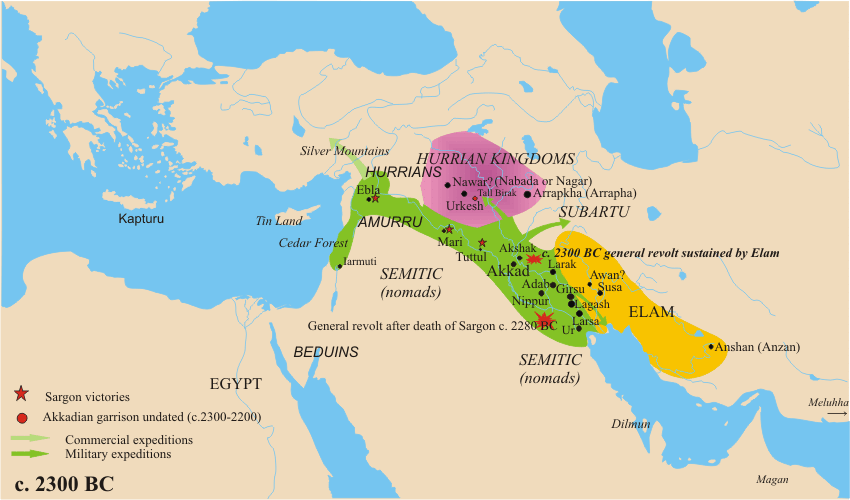
Стародавнє Межиріччя в 2300 до н. е.

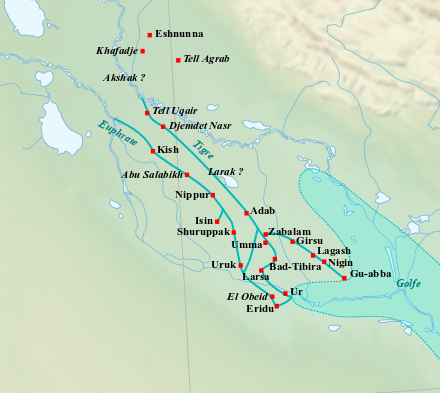
Нижнє Межиріччя

Самаррська культура (самарранська) існувала близько 5500-4800 до н. е. в період халколіту в історичній області Самарра. Ідентифікується по археологічному місцю Телль-Савван, де ознаки іригації — включаючи наявність залишків льону — свідчать про існування в тих місцях процвітаючої осілої культури з розвиненою соціальною організацією. Культура в основному відома по витонченій кераміці, прикрашеній по чорній копченій поверхні стилізованими фігурами тварин і птахів, а також геометричними малюнками. Цей відносно однорідний тип кераміки, який одним з перших (серед типів кераміки) почав широко експортуватися в інші регіони стародавнього Близького Сходу, вперше виявлений в Самаррі.
Самаррська культура була предком убейдської культури.
Ігор Дьяконов і Владислав Ардзінба пов'язували з самаррською культурою гіпотезу про так звані «бананові мови», які нібито існували в долині Тигру до приходу туди семітських племен.
Самаррську культуру нерідко об'єднують разом з культурою Хассун в єдину самаррсько-хассунську культуру.